# Otmar Venjakob
 (mai 2018).
Otmar Venjakob (né en 1969) est un mathématicien allemand, spécialiste en arithmétique, géométrie algébrique et théorie des nombres.
Venjakob obtient son doctorat en 2000 à l'Université de Heidelberg. En 2005, il est nommé professeur à l'Université de Bonn et à partir de 2006, professeur à Heidelberg.
Venjakob a apporté d'importantes contributions à la théorie d'Iwasawa non commutative.

## Prix et récompenses
En 2004, il a reçu le Prix EMS. En 2005, il a reçu Prix von-Kaven.

## Publications
- On the Iwasawa theory of p-adic Lie extensions, Compositio Mathematicae, Volume 138, 2003, P. 1-54
- Characteristic Élément dans Noncommutative Iwasawa Theory, J. reine angew. Math., Bande 583, 2005, P. 193-236 (Habilitation).
- avec John Coates, T. Fukaya, Kazuya Katō, R. Sujatha: The main conjecture for elliptic curves without complex multiplication, Publ. Math. IHES, Tome 101, 2005, P. 163-208.
- avec David Burns: On descent theory and main conjectures non-commutative Iwasawa theory, Journal of the Institute of Mathematics of Jussieu, volume 10, 2011, P. 59-118